# استفان بونار
استفان بونار (انگلیسی: Stephan Bonnar؛ زادهٔ ۴ آوریل ۱۹۷۷) یک تکواندوکار اهل ایالات متحده آمریکا است.